# Église Saint-Martin de Mondeville
L’église Saint-Martin est une église paroissiale de culte catholique, dédiée à Saint Martin, située dans la commune française de Mondeville et le département de l'Essonne (France).

## Situation
L'église Saint-Martin est située devant la place de Mondeville, à environ 100 mètres de la mairie. Devant l'église, on retrouve le monument aux morts de la commune qui est dédié aux Mondevillois morts pendant les guerres 1914-1918 et 1939-1945.

## Historique
L'église Saint-Martin fait l’objet d’une inscription au titre des monuments historiques depuis le 28 juillet 1972.

## Voir Aussi